# Tromsdorf
Tromsdorf ist ein Ortsteil der Stadt Eckartsberga im Burgenlandkreis in Sachsen-Anhalt.

## Geographie
Tromsdorf liegt an der Finne, einem Bergrücken an der Landesgrenze Sachsen-Anhalt/Thüringen im Naturpark Saale-Unstrut-Triasland.
Neben Tromsdorf gehören zur Stadt Eckartsberga die Ortsteile Burgholzhausen, Funkturmsiedlung, Lindenberg, Lißdorf (bereits 800 in einer Urkunde erwähnt), Marienthal, Mallendorf, Millingsdorf, Niederholzhausen, Seena und Thüsdorf.

## Geschichte
Tromsdorf wurde während der Zeit der fränkischen Landnahme gegründet und kam später an das hessische Kloster Fulda.
Am 1. Juli 1950 wurden die bis dahin eigenständigen Gemeinden Millingsdorf, Seena und Thüsdorf eingegliedert.
Am 1. Juli 2009 wurden Tromsdorf mitsamt den Ortsteilen Millingsdorf, Seena und Thüsdorf in die neugebildete Stadt Eckartsberga eingegliedert und die Verwaltungsgemeinschaft An der Finne aufgelöst.

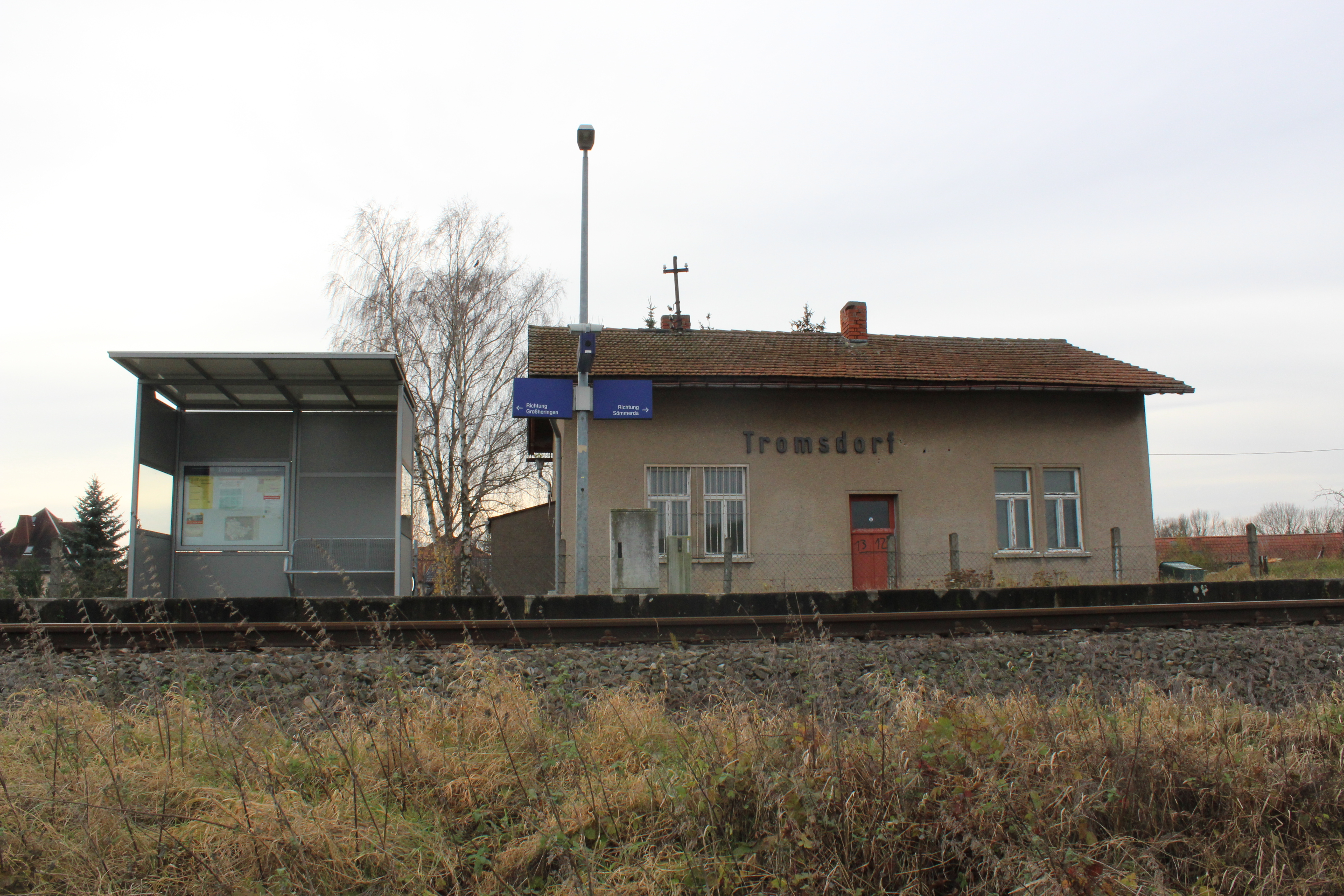
Haltepunkt Tromsdorf (2017)

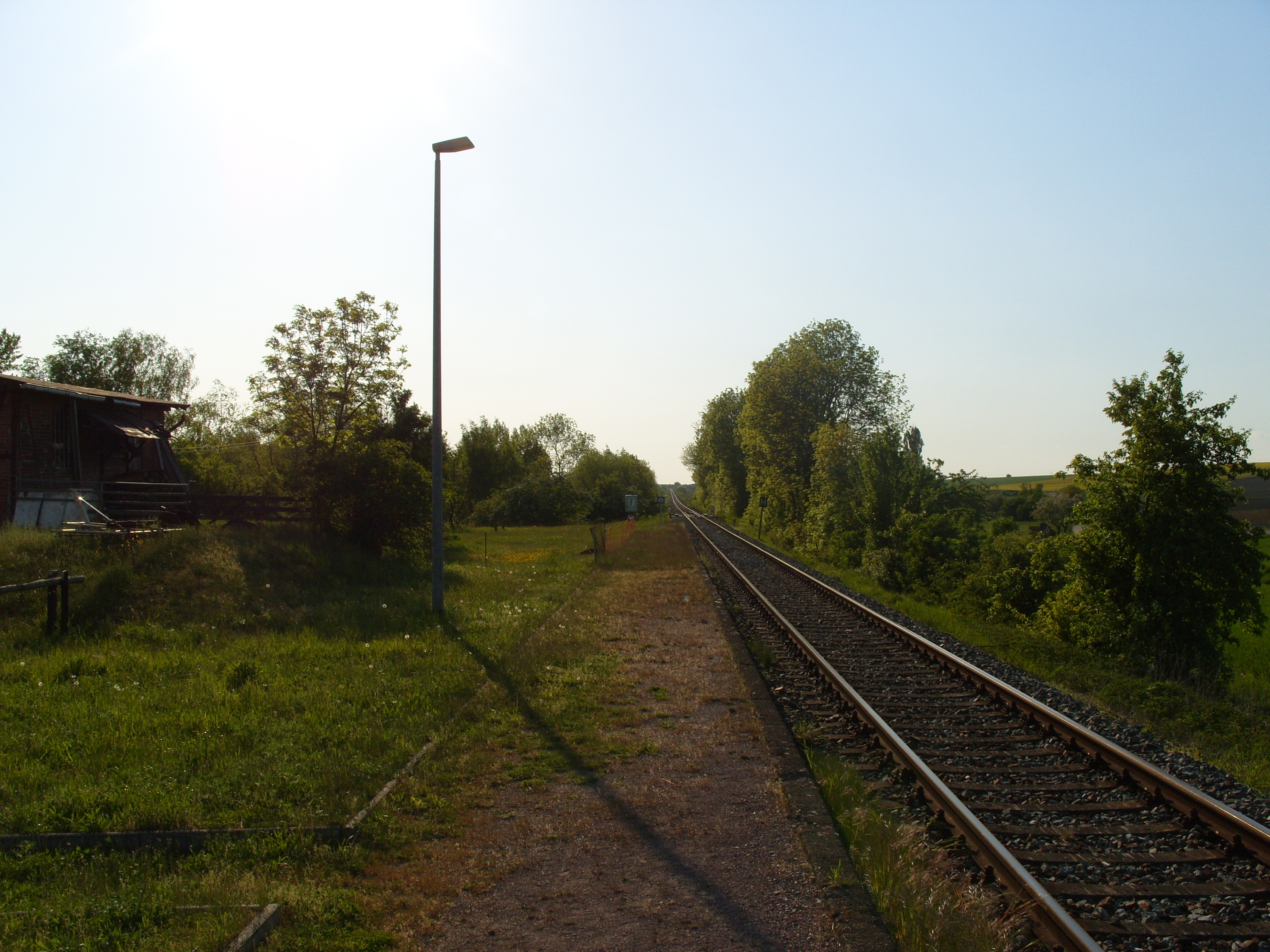
Bahnsteig in Tromsdorf

## Pfefferminzbahn
1870 begannen die ersten Vorarbeiten für die neue Eisenbahnstrecke – die damalige Saal-Unstrut-Eisenbahn. Am 1. April 1874 war es dann soweit und die erste Lokomotive fuhr von Buttstädt nach Tromsdorf. Am 14. August 1874 wurde die Bahnstrecke Straußfurt–Großheringen offiziell freigegeben. Tromsdorf bekam eine Haltestelle und somit Anschluss an die „große weite Welt“.
Zur Eröffnung der Strecke schmückten die Kölledaer die Lokomotive wohl mit lauter Pfefferminz-Girlanden, so dass jemand spöttisch ausgerufen haben soll: „Seht, da kommt unsere Pfefferminzbahn!“. Seitdem heiße diese Bahn bei den Einheimischen Pfefferminzbahn (Pfeffi), weiß eine Anekdote zu berichten.
Auch heute noch ist diese Bahnstrecke im Betrieb und als Pfefferminzbahn bekannt und ausgeschildert. Im Frühjahr 2005 wurde die Strecke von Buttstädt nach Tromsdorf modernisiert. Seit dem 1. Februar 2005 betreibt die Streckeninfrastruktur die Thüringer Eisenbahn GmbH. Mit dem Fahrplanwechsel im Dezember 2017 wurde auf dem östlichen Abschnitt Buttstädt–Großheringen der Personenverkehr eingestellt. Seitdem fahren nur noch sporadisch Güterzüge durch Tromsdorf.

## Gut und Heimatmuseum
Das ehemalige Gutsgebäude der Familie Marschall wurde von 1987 bis 1992 rekonstruiert und ist heute neben der Kirche mit dem Pfarrgarten das Schmuckstück in der Gemeinde. In dem Gutshaus befindet sich seit 2000 das örtliche Heimatmuseum.

## Sehenswürdigkeiten & Kultur
Sehenswert sind die Kirche mit dem Kanzelaltar (entstanden 1751) und die barocke Scheune im Pfarrgarten, sowie das Gutsgebäude und der Waidmühlstein. Tromsdorf verfügt auch über einen aktiven Kultur- und Sportverein.

## Galerie

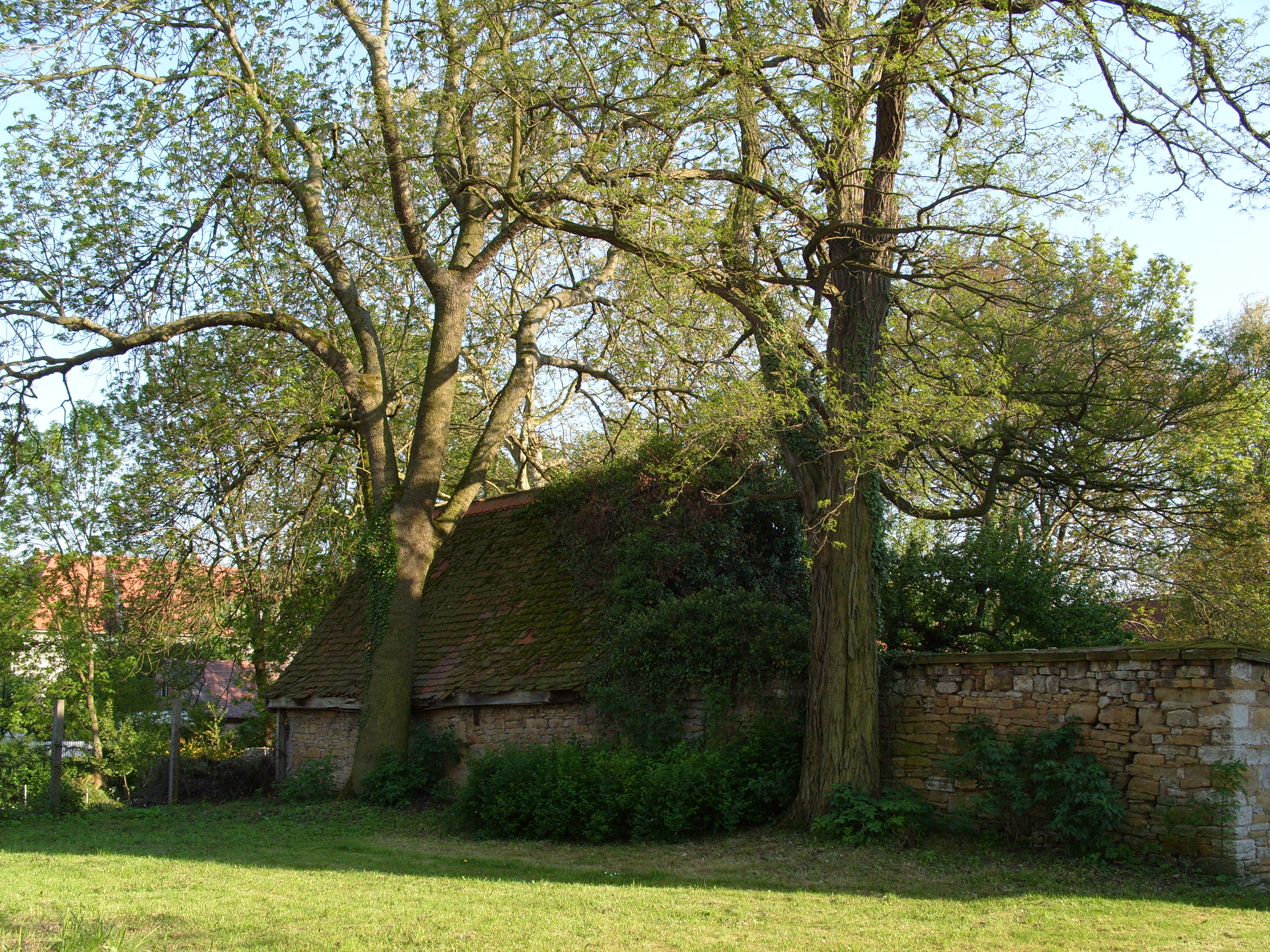
Blick in den Pfarrgarten Tromsdorfs
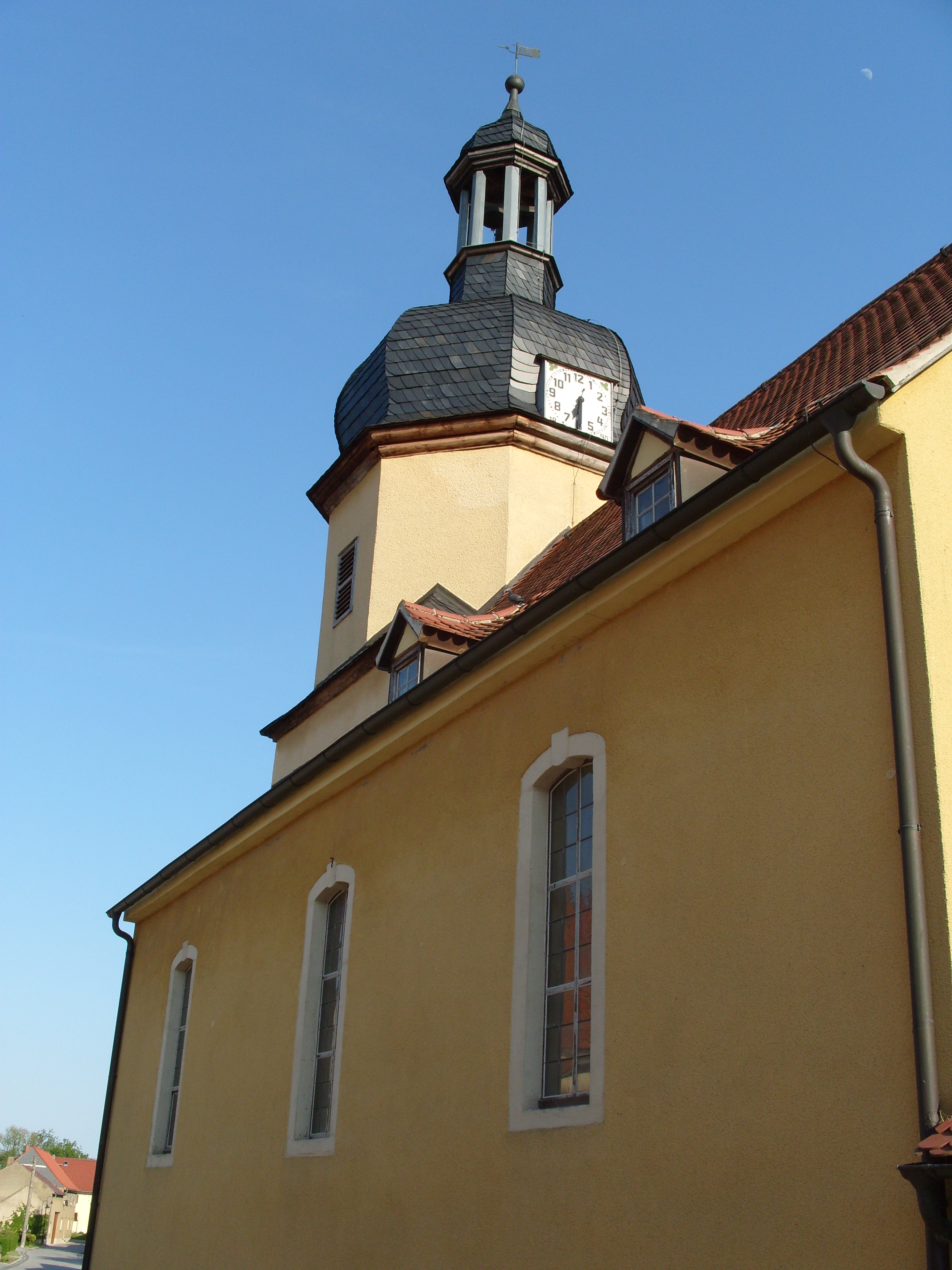
Barocke Kirche in Tromsdorf
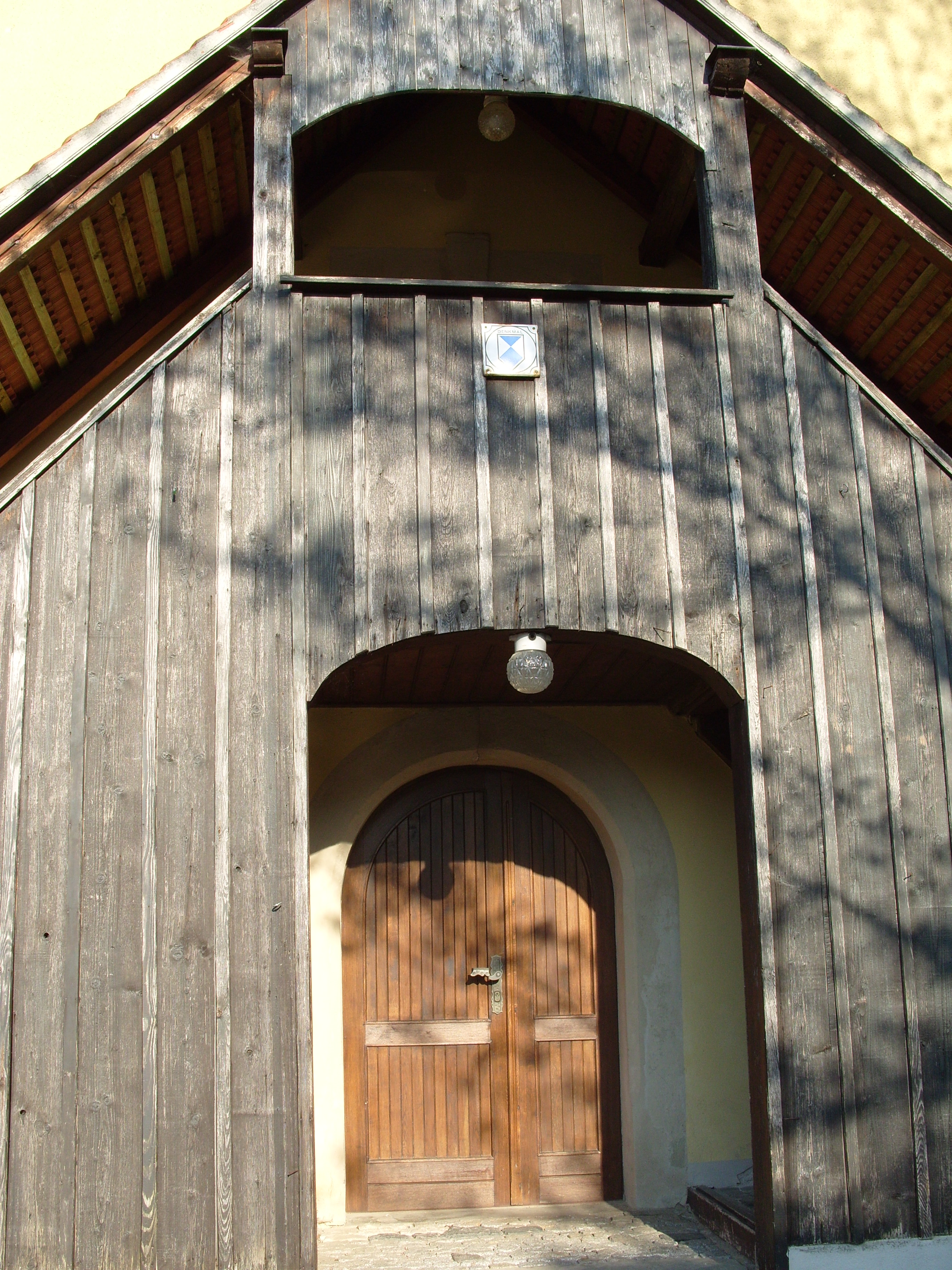
Eingang der Kirche in Tromsdorf
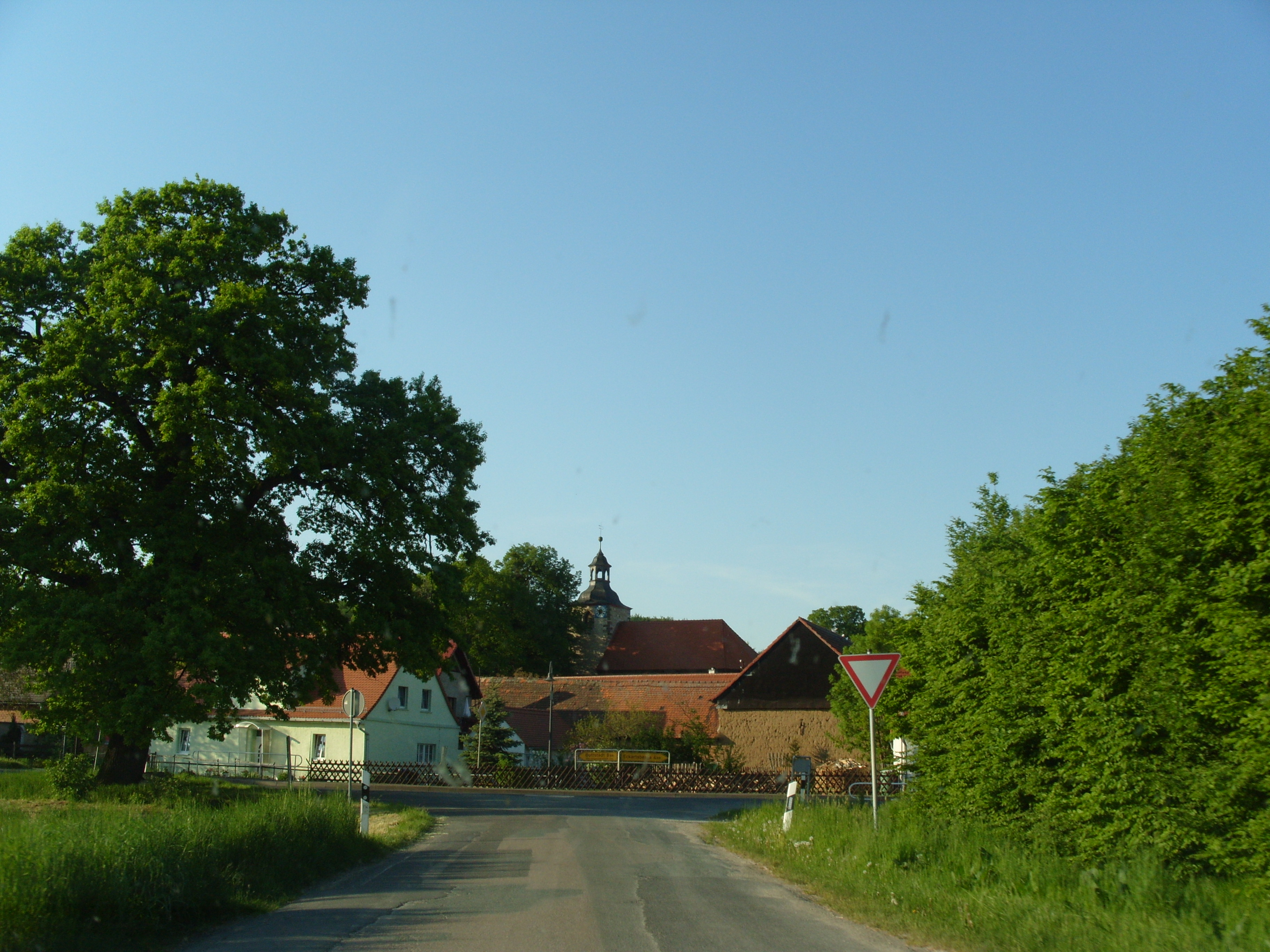
Blick nach Burgholzhausen vom Ortsausgang
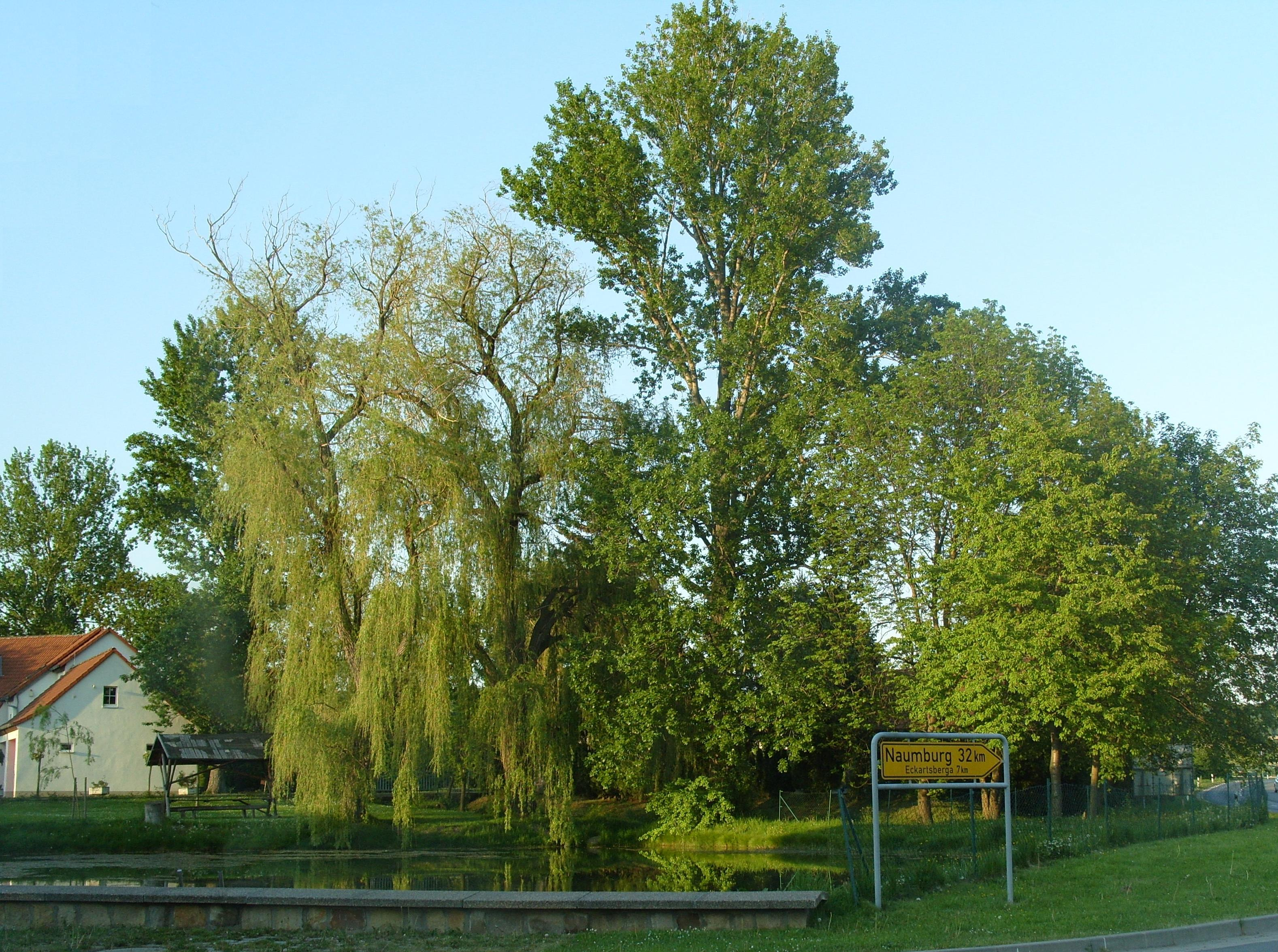
Weiden am Löschwasserteich in Herrengosserstedt